# Liberato João Affonso Di Dio
Liberato João Affonso Di Dio (São Paulo, 11 de maio de 1920 – 6 de julho de 2004) foi um médico anatomista, pesquisador e professor universitário brasileiro.
Considerado um dos maiores anatomistas do mundo, Liberato foi professor e pesquisador de várias universidades, tendo sido o responsável pela fundação da Faculdade de Medicina da Universidade de Toledo em Ohio, nos Estados Unidos.

## Biografia
Liberato nasceu na capital paulista, em 1920, filho de imigrantes italianos. Ingressou em 1939 na Faculdade de Medicina da Universidade de São Paulo, de onde se formou em 1944. Em 1950, defendeu seu doutorado em medicina sob a orientação do professor Renato Locchi, de quem Liberato era um discípulo direto. Fez vários estágios de pós-doutorado na Itália, nos Estados Unidos e no Brasil.
Em 1954, Liberato mudou-se para Belo Horizonte quando prestou concurso para a cadeira de anatomia da Faculdade de Medicina da Universidade Federal de Minas Gerais. Com uma maneira de ensinar diferente do modelo puramente teórico, Liberato focava na parte prática e na pesquisa científica em anatomia, tanto que abandonou a carreira de cirurgião, para a qual tinha se formado, para se dedicar exclusivamente ao estudo da anatomia humana.
| “ | Do ponto de vista prático, minha decisão de ser anatomista foi para servir à humanidade através do meu trabalho como cientista e educador. | ” |

Por 21 anos, Liberato lecionou em várias universidades brasileiras, quando tornou-se pesquisador associado da Universidade Rockefeller, mudando-se depois para a Universidade Northwestern como professor de anatomia, dando aulas também na Universidade de Chicago. Em 1966, foi indicado como chefe do Departamento de Anatomia da Faculdade de Medicina da Universidade de Toledo, na cidade de Toledo, em Ohio, instituição que ajudou a organizar e a fundar.
Proficiente em cinco idiomas, Liberato foi palestrante e professor visitante em várias instituições, tendo escrito mais de cem artigos científicos publicados em revistas especializadas. Recebeu vários prêmios e honrarias ao longo da carreira como a comenda da Ordem do Mérito Médico e a Medalha do Mérito Cultural da República da Itália.
Na década de 1960, Liberato liderou uma campanha para doação de corpos que ficou famosa nos Estados Unidos. Com o slogan "Por que deixar os cadáveres aos vermes se eles serão úteis a todos nós?", cartazes foram pendurados em portas de igrejas e em salas de aulas. Como muita gente mudava de ideia, o professor então instituiu uma taxa de 60 dólares para a doação e uma multa de 120 dólares para quem desistisse dela.
Liberato trabalhou mesmo depois da aposentadoria nos Estados Unidos. Foi consultor do Instituto do Coração de São Paulo (Incor) a convite de Euryclides de Jesus Zerbini, de quem foi aluno, colaborador e amigo pessoal, além de professor nas Universidades de Santos, de Mogi das Cruzes e de Santo Amaro, trabalhando em pesquisa, ensino e na orientação de pós-graduandos. Foi também autor de vários livros de medicina e de anatomia, inclusive para o público infanto-juvenil.
Como pesquisador, Liberato foi o primeiro a demonstrar a eminência orbital por meio de raios-X em indivíduos vivos, em 1942.

## Morte
Liberato morreu em 6 de julho de 2004, na capital paulista, aos 84 anos.

## Homenagem
A Revista da Associação Médica Brasileira (AMB) instituiu, em 2004, o Prêmio “Liberato John Alphonse Di Dio”, nome pelo qual esse cientista brasileiro é mais conhecido no exterior. O prêmio visa estimular o envio de contribuições científicas originais brasileiras de boa qualidade.
O laboratório de anatomia da Faculdade da Saúde do Centro Universitário da Grande Dourados (UNIGRAN) hoje leva o seu nome, instituição que ele ajudou a projetar.